# 私立堀鐔学園
『私立堀鐔学園』（しりつほりつばがくえん）は、『XXXHOLiC』と『ツバサ-RESERVoir CHRoNiCLE-』のコラボレーションによるドラマCD、及び『月刊少年マガジン』等で単発掲載された、不定期掲載の漫画作品。作者はCLAMP。

## 概要
週刊ヤングマガジンと週刊少年マガジンの合同による応募者全員サービスのドラマCDと、『月刊少年マガジン』等に掲載の読み切り漫画の二つの公開形態。両作のメインキャラクターが、私立堀鐔学園高等部の生徒や教師となるパラレルストーリー。学園の名前はホリックとツバサからで、校章も『ツバサ』の羽紋章と『XXXHOLiC』のxxxの組合せとなっている。
因みに学園の設定はCLAMP学園探偵団のCLAMP学園と同じ。
タイトルは当初「私立鐔堀学園」になる予定だった。

## シリーズ一覧
- 2006年7月：「私立堀鐔学園」第1話･バレンタインデーにドッキドキ![1]
- 2006年10月：「私立堀鐔学園」第2話･堀鐔祭準備中にドッキドキ![2]
- 2007年8月：「私立堀鐔学園」第3話･宝探しゲームにドッキドキ![3]
- 2009年9月：「私立堀鐔学園」第4話･堀鐔学園お昼のラジオ・放課後まで待てない![4]

## 登場人物
小狼（シャオラン）声 - 入野自由
B組。海外からの留学生。真面目で素直だが、成績は四月一日以下。サッカー部と掛け持ちで剣道部所属。サクラとは恋仲（第1話）。
四月一日君尋（わたぬき きみひろ）声 - 福山潤
B組。霊感体質でテンションも高い。百目鬼以外の男子と女子全般には優しい。学業優秀・料理上手・家事上手で、いつも侑子に弄られている。帰宅部。ひまわりが好き。
百目鬼静（どうめき しずか）声 - 中井和哉
B組。無口でポーカーフェイス。成績はトップクラスで、天然ボケ。文武両道で弓道部所属。
ソエル&ラーグ声 - 菊地美香（2役）
2匹（?）ともB組の生徒であり、所属部が不明。通称・白モコナ&黒モコナ。ソエルは女子、ラーグは男子らしい。
サクラ声 - 牧野由依
C組。一寸おっちょこちょいだが、優しく天然。フィギュアスケート部所属。小狼とは恋仲（第1話）。
九軒ひまわり（くのぎ ひまわり）声 - 伊藤静
C組。クラス委員で頭も良く、四月一日に好かれているも、その気持に応える事は無い天然。サクラと仲が良く、同じフィギュアスケート部所属。
小龍（シャオロン）
声 - 入野自由
C組。小狼の双子の兄で、留学生。小狼とほとんど瓜二つでありながら、性格は多少真面目とは言い難い性格。バスケットボール部と掛け持ちで弓道部所属。第二部にて初登場した。
原作における『小狼』に当たる人物。
黒鋼（くろがね）声 - 稲田徹
体育教師かつ運動部総括顧問。緑茶とお酒が大好きで、厳しくも優しい。人望が厚く、時々ファイと侑子に弄られている。
ファイ声 - 浪川大輔
化学教師かつ文化部総括顧問。紅茶とお酒が大好きな優しい自由人。時々黒鋼を弄る、いい加減な性格。
ユゥイ声 - 浪川大輔
調理実習講師。ファイとは双子関係。天然ボケの教師。過去に学習したお陰で音感も鋭く、ピアノの腕もなかなかのもの。アーチェリーの経験者。第三部にて初登場した。
原作における本物の「ファイ」に当たる人物。原作では幼少期に死亡したが、本作ではファイと同年齢の大人として登場する。
壱原侑子（いちはら ゆうこ）声 - 大原さやか
古典教師かつ本校の理事長。楽しい事が大好きで、無ければ自分で作り出す位のお祭りとイベント好き。お酒が大好き。信条は「平和は適度に乱れてこそ」。事あるごとに四月一日と黒鋼を弄る。

## スタッフ
- 原作：CLAMP
- 脚本：大川緋芭
- 音響監督：なかのとおる
- 効果：野崎博樹
- サウンドミキサー：廣岡信貴
- サウンドエディター：松中秀紀
- 音響制作：HALF H･P STUDIO
- 音響制作担当：島崎加奈子
- 制作：マリン･エンタテインメント
- 制作プロデューサー：西川路健太
- 制作アシスタント：藤巻心
- デザイン：広田隆之
- 協力：金庭こず恵